# Fußball-Asienmeisterschaft 2007/Gruppe D
| Pl. | Land          | Sp. | S | U | N | Tore    | Diff. | Punkte |
| --- | ------------- | --- | - | - | - | ------- | ----- | ------ |
| 1.  | Saudi-Arabien | 3   | 2 | 1 | 0 | 007:200 | +5    | 07     |
| 2.  | Südkorea      | 3   | 1 | 1 | 1 | 003:300 | ±0    | 04     |
| 3.  | Indonesien    | 3   | 1 | 0 | 2 | 003:400 | −1    | 03     |
| 4.  | Bahrain       | 3   | 1 | 0 | 2 | 003:700 | −4    | 03     |

Dieser Artikel behandelt die Spiele der Gruppe D der Fußball-Asienmeisterschaft 2007:

## Indonesien – Bahrain 2:1 (1:1)
| Indonesien                                                                         | Indonesien | Bahrain | Bahrain |
| ---------------------------------------------------------------------------------- | --- | --- | ------- |
| Indonesien                                                                         | \| 1. Spieltag \| \| 10. Juli 2007 um 17:20 Uhr (12:20 Uhr MESZ) in Jakarta (Gelora-Bung-Karno-Stadion) \| \| Zuschauer: 60.000 \| \| Schiedsrichter: Yūichi Nishimura ( Japan) \| \| Spielbericht \|                                                                   | \| 1. Spieltag \| \| 10. Juli 2007 um 17:20 Uhr (12:20 Uhr MESZ) in Jakarta (Gelora-Bung-Karno-Stadion) \| \| Zuschauer: 60.000 \| \| Schiedsrichter: Yūichi Nishimura ( Japan) \| \| Spielbericht \|                                                                                                   | Bahrain |
| Indonesien                                                                         | Yandri Pitoy – Muhammad Ridwan, Richardo Salampessy, Maman Abdurahman, Charis Yulianto, Mahyadi Panggabean (31. Eka Ramdani) – Elie Aiboy (85. Supardi), Ponaryo Astaman (34. Syamsul Bachri), Firman Utina – Budi Sudarsono, Bambang Pamungkas Cheftrainer: Iwan Kolew | Abdul Rahman Ahmed – Abdulla Al Marzooqi, Mohamed Husain – Sayed Mahmood Jalal, Rashid al-Dosari (83. Abdulla Baba Fatadi), Abdulla Omar (66. Talal Yousef), Faouzi Mubarak Aaish, Mahmood Abdulrahman, Mohamed Hubail (80. Husain Abdulla) – Jaycee Okwunwanne, A'ala Hubail Cheftrainer: Milan Máčala | Bahrain |
| Indonesien                                                                         | 1:0 Budi Sudarsono (14.) 2:1 Bambang Pamungkas (64.) | 1:1 Sayed Mahmood Jalal (27.) | Bahrain |
| Indonesien                                                                         | Muhammad Ridwan (37.), Elie Aiboy (40.), Richardo Salampessy (52.), Eka Ramdani (71.) | Abdulla Al Marzooqi (61.), Talal Yousef (90.+3’) | Bahrain |
| 1. Spieltag                                                                        | | |         |
| 10. Juli 2007 um 17:20 Uhr (12:20 Uhr MESZ) in Jakarta (Gelora-Bung-Karno-Stadion) | | |         |
| Zuschauer: 60.000                                                                  | | |         |
| Schiedsrichter: Yūichi Nishimura ( Japan)                                          | | |         |
| Spielbericht                                                                       | | |         |

## Südkorea – Saudi-Arabien 1:1 (0:0)
| Südkorea                                                                           | Südkorea | Saudi-Arabien | Saudi-Arabien |
| ---------------------------------------------------------------------------------- | --- | --- | ------------- |
| Südkorea                                                                           | \| 1. Spieltag \| \| 11. Juli 2007 um 19:35 Uhr (14:35 Uhr MESZ) in Jakarta (Gelora-Bung-Karno-Stadion) \| \| Zuschauer: 15.000 \| \| Schiedsrichter: Mark Shield ( Australien) \| \| Spielbericht \|                   | \| 1. Spieltag \| \| 11. Juli 2007 um 19:35 Uhr (14:35 Uhr MESZ) in Jakarta (Gelora-Bung-Karno-Stadion) \| \| Zuschauer: 15.000 \| \| Schiedsrichter: Mark Shield ( Australien) \| \| Spielbericht \|                                                      | Saudi-Arabien |
| Südkorea                                                                           | Lee Woon-jae – Kim Jin-kyu, Kim Sang-shik, Kim Chi-woo, Oh Beom-seok, Kang Min-soo – Kim Jung-woo, Son Dae-Ho – Choi Sung-kuk (66. Lee Chun-soo), Cho Jae-jin (81. Lee Dong-gook), Yeom Ki-hun Cheftrainer: Pim Verbeek | Yasser al-Mosailem – Osama Hawsawi, Kamel al-Mousa, Ahmad al-Bahri, Waleed Jahdali – Saud Kariri, Chalid Aziz, Abdulrahman Al-Qahtani (56. Abdoh Otayf), Yassir al-Qahtani (80. Saad al-Harthi), Ahmed al-Mousa – Malik Muadh Cheftrainer: Hélio dos Anjos | Saudi-Arabien |
| Südkorea                                                                           | 1:0 Choi Sung-kuk (65.) | 1:1 Yassir al-Qahtani (77., Elfmeter) | Saudi-Arabien |
| Südkorea                                                                           | Cho Jae-jin (28.), Kim Sang-shik (37.) | Ahmed Al-Mousa (25.), Chalid Aziz (63.), Saud Kariri (89.) | Saudi-Arabien |
| 1. Spieltag                                                                        | | |               |
| 11. Juli 2007 um 19:35 Uhr (14:35 Uhr MESZ) in Jakarta (Gelora-Bung-Karno-Stadion) | | |               |
| Zuschauer: 15.000                                                                  | | |               |
| Schiedsrichter: Mark Shield ( Australien)                                          | | |               |
| Spielbericht                                                                       | | |               |

## Saudi-Arabien – Indonesien 2:1 (1:1)
| Saudi-Arabien                                                                      | Saudi-Arabien | Indonesien | Indonesien |
| ---------------------------------------------------------------------------------- | --- | --- | ---------- |
| Saudi-Arabien                                                                      | \| 2. Spieltag \| \| 14. Juli 2007 um 19:35 Uhr (14:35 Uhr MESZ) in Jakarta (Gelora-Bung-Karno-Stadion) \| \| Zuschauer: 87.000 \| \| Schiedsrichter: Ali al-Badwawi ( Vereinigte Arabische Emirate) \| \| Spielbericht \|                                                        | \| 2. Spieltag \| \| 14. Juli 2007 um 19:35 Uhr (14:35 Uhr MESZ) in Jakarta (Gelora-Bung-Karno-Stadion) \| \| Zuschauer: 87.000 \| \| Schiedsrichter: Ali al-Badwawi ( Vereinigte Arabische Emirate) \| \| Spielbericht \|                             | Indonesien |
| Saudi-Arabien                                                                      | Yasser al-Mosailem – Osama Hawsawi, Kamel al-Mousa, Ahmad al-Bahri, Waleed Jahdali – Saud Kariri (66. Taisir al-Jassim), Chalid Aziz, Abdulrahman Al-Qahtani, Yassir al-Qahtani (89. Saad al-Harthi), Ahmed al-Mousa (56. Abdoh Otayf) – Malik Muadh Cheftrainer: Hélio dos Anjos | Yandri Pitoy – Muhammad Ridwan, Richardo Salampessy, Maman Abdurahman, Charis Yulianto – Eka Ramdani, Elie Aiboy (80. Supardi), Firman Utina (84. Atep), Syamsul Bachri – Budi Sudarsono (89. Ismed Sofyan), Bambang Pamungkas Cheftrainer: Iwan Kolew | Indonesien |
| Saudi-Arabien                                                                      | 1:0 Yassir al-Qahtani (12.) 2:1 Saad al-Harthi (89.) | 1:1 Elie Aiboy (17.) | Indonesien |
| Saudi-Arabien                                                                      | Chalid Aziz (53.) | Eka Ramdani (3.), Firman Utina (15.), Budi Sudarsono (35.), Syamsul Bachri (65.), Atep (87.) | Indonesien |
| 2. Spieltag                                                                        | | |            |
| 14. Juli 2007 um 19:35 Uhr (14:35 Uhr MESZ) in Jakarta (Gelora-Bung-Karno-Stadion) | | |            |
| Zuschauer: 87.000                                                                  | | |            |
| Schiedsrichter: Ali al-Badwawi ( Vereinigte Arabische Emirate)                     | | |            |
| Spielbericht                                                                       | | |            |

## Bahrain – Südkorea 2:1 (1:1)
| Bahrain                                                                            | Bahrain | Südkorea | Südkorea |
| ---------------------------------------------------------------------------------- | --- | --- | -------- |
| Bahrain                                                                            | \| 2. Spieltag \| \| 15. Juli 2007 um 19:35 Uhr (14:35 Uhr MESZ) in Jakarta (Gelora-Bung-Karno-Stadion) \| \| Zuschauer: 9.000 \| \| Schiedsrichter: Sun Baojie ( Volksrepublik China) \| \| Spielbericht \|                                                                | \| 2. Spieltag \| \| 15. Juli 2007 um 19:35 Uhr (14:35 Uhr MESZ) in Jakarta (Gelora-Bung-Karno-Stadion) \| \| Zuschauer: 9.000 \| \| Schiedsrichter: Sun Baojie ( Volksrepublik China) \| \| Spielbericht \|         | Südkorea |
| Bahrain                                                                            | Abdul Rahman Ahmed – Mohamed Husain, Abdulla Al Marzooqi, Salman Isa (78. Mahmood Abdulrahman), Sayed Adnan – Sayed Mahmood Jalal, Rashid al-Dosari, Faouzi Mubarak Aaish, Mohamed Hubail – Ismail Abdullatif (87. Mohamed Salmeen), A'ala Hubail Cheftrainer: Milan Máčala | Lee Woon-jae – Song Chong-gug, Kim Jin-kyu, Kim Dong-jin, Kim Sang-shik, Kang Min-soo – Lee Ho (68. Kim Jung-woo), Kim Do-heon, Yeom Ki-hun – Lee Chun-soo, Lee Dong-gook (66. Cho Jae-jin) Cheftrainer: Pim Verbeek | Südkorea |
| Bahrain                                                                            | 1:1 Salman Isa (43.) 2:1 Ismail Abdullatif (85.) | 0:1 Kim Do-heon (4.) | Südkorea |
| Bahrain                                                                            | Sayed Mahmood Jalal (27.) | Lee Chun-soo (56.) | Südkorea |
| 2. Spieltag                                                                        | | |          |
| 15. Juli 2007 um 19:35 Uhr (14:35 Uhr MESZ) in Jakarta (Gelora-Bung-Karno-Stadion) | | |          |
| Zuschauer: 9.000                                                                   | | |          |
| Schiedsrichter: Sun Baojie ( Volksrepublik China)                                  | | |          |
| Spielbericht                                                                       | | |          |

## Indonesien – Südkorea 0:1 (0:1)
| Indonesien                                                                         | Indonesien | Südkorea | Südkorea |
| ---------------------------------------------------------------------------------- | --- | --- | -------- |
| Indonesien                                                                         | \| 3. Spieltag \| \| 18. Juli 2007 um 17:20 Uhr (12:20 Uhr MESZ) in Jakarta (Gelora-Bung-Karno-Stadion) \| \| Zuschauer: 87.000 \| \| Schiedsrichter: Mark Shield ( Australien) \| \| Spielbericht \|                                    | \| 3. Spieltag \| \| 18. Juli 2007 um 17:20 Uhr (12:20 Uhr MESZ) in Jakarta (Gelora-Bung-Karno-Stadion) \| \| Zuschauer: 87.000 \| \| Schiedsrichter: Mark Shield ( Australien) \| \| Spielbericht \|                   | Südkorea |
| Indonesien                                                                         | Markus Horison Ririhina – Muhammad Ridwan, Richardo Salampessy, Maman Abdurahman, Charis Yulianto – Elie Aiboy, Ponaryo Astaman (76. Erol Iba), Firman Utina, Syamsul Bachri – Budi Sudarsono, Bambang Pamungkas Cheftrainer: Iwan Kolew | Lee Woon-jae – Kim Jin-kyu (88. Lee Dong-gook), Kim Sang-shik, Kim Chi-woo, Oh Beom-seok, Kang Min-soo – Kim Jung-woo, Son Dae-ho (89. Oh Jang-eun) – Choi Sung-kuk, Cho Jae-jin, Lee Chun-soo Cheftrainer: Pim Verbeek | Südkorea |
| Indonesien                                                                         | 0:1 Kim Jung-woo (34.) | | Südkorea |
| Indonesien                                                                         | Elie Aiboy (6.), Charis Yulianto (45.+2’), Syamsul Bachri (69.) | Kim Chi-woo (80.) | Südkorea |
| 3. Spieltag                                                                        | | |          |
| 18. Juli 2007 um 17:20 Uhr (12:20 Uhr MESZ) in Jakarta (Gelora-Bung-Karno-Stadion) | | |          |
| Zuschauer: 87.000                                                                  | | |          |
| Schiedsrichter: Mark Shield ( Australien)                                          | | |          |
| Spielbericht                                                                       | | |          |

## Saudi-Arabien – Bahrain 4:0 (2:0)
| Saudi-Arabien                                                                       | Saudi-Arabien | Bahrain | Bahrain |
| ----------------------------------------------------------------------------------- | --- | --- | ------- |
| Saudi-Arabien                                                                       | \| 3. Spieltag \| \| 18. Juli 2007 um 17:20 Uhr (12:20 Uhr MESZ) in Palembang (Gelora-Sriwijaya-Stadion) \| \| Zuschauer: 500 \| \| Schiedsrichter: Yūichi Nishimura ( Japan) \| \| Spielbericht \|                                                                                  | \| 3. Spieltag \| \| 18. Juli 2007 um 17:20 Uhr (12:20 Uhr MESZ) in Palembang (Gelora-Sriwijaya-Stadion) \| \| Zuschauer: 500 \| \| Schiedsrichter: Yūichi Nishimura ( Japan) \| \| Spielbericht \|                                                                                            | Bahrain |
| Saudi-Arabien                                                                       | Yasser al-Mosailem – Osama Hawsawi, Kamel al-Mousa, Ahmad al-Bahri, Waleed Jahdali – Saud Kariri, Abdulrahman Al-Qahtani (56. Abdoh Otayf), Yassir al-Qahtani (77. Saad al-Harthi), Ahmed al-Mousa (71. Umar al-Ghamdi) – Malik Muadh, Taisir al-Jassim Cheftrainer: Hélio dos Anjos | Abdul Rahman Ahmed – Mohamed Husain, Abdulla Al Marzooqi, Salman Isa, Sayed Adnan – Sayed Mahmood Jalal (81. Husain Habib), Rashid al-Dosari, Talal Yousef (73. Abdulla Baba Fatadi), Faouzi Mubarak Aaish – Ismail Abdullatif, A'ala Hubail (67. Jaycee Okwunwanne) Cheftrainer: Milan Máčala | Bahrain |
| Saudi-Arabien                                                                       | 1:0 Ahmed Al-Mousa (18.) 2:0 Abdulrahman Al-Qahtani (45.) 3:0 Taisir Al-Jassim (68.) 4:0 Taisir Al-Jassim (80.) | | Bahrain |
| Saudi-Arabien                                                                       | Taisir Al-Jassim (33.), Saad al-Harthi (89.) | Talal Yousef (3.), Faouzi Mubarak Aaish (39.), Sayed Adnan (69.), Rashid Al-Dosari (77.) | Bahrain |
| 3. Spieltag                                                                         | | |         |
| 18. Juli 2007 um 17:20 Uhr (12:20 Uhr MESZ) in Palembang (Gelora-Sriwijaya-Stadion) | | |         |
| Zuschauer: 500                                                                      | | |         |
| Schiedsrichter: Yūichi Nishimura ( Japan)                                           | | |         |
| Spielbericht                                                                        | | |         |